# هوارد هندريك
هوارد هندريك (بالإنجليزية: Howard Hendrick)‏ هو شخصية أعمال ومحامي أمريكي، ولد في 22 ديسمبر 1954 في بيثاني في الولايات المتحدة.